# Герб Жоравки
Герб Жоравки — геральдичний символ населених пунктів Богданівської сільської ради Яготинського району Київської області (Україна): Жоравки і Лебедівки. Герб затверджений сесією сільської ради (автор — О. Желіба).

## Опис
У синьому полі золоте млинове колесо. Щит накладено на бароковий картуш, що увінчаний червоною мурованою міською короною.
Допускається використання герба з додаванням двох золотих колосків обабіч щита, двох кетягів калини знизу, що перевиті синьою стрічкою з написом золотими літерами «ЖОРАВКА».
Допускається використання герба без картуша та корони.

## Трактування
- млинове колесо — символ того, що селище розпочалося з козацького хутора, коло якого був водяний млин; колесо нагадує стародавній український хрест із церковних бань — символ християнських чеснот мешканців селища; колесо нагадує сонце, стародавній оберіг русинів — символ спадкоємності регіону від часів Переяславського князівства;
- міська корона — символ місцевого самоврядування, згадка про колишній статус волосного містечка;
- картуш — декоративна прикраса, що виконана в стилі козацького бароко; згадка про те, що село було засноване саме в козацькі часи;
- колоски — символ достатку, добробуту мешканців села;
- кетяги калини — символ краси, кохання, дівоцтва, рідного краю.